# Bronisław Grun
Bronisław Grun vel Bronisław Sztuna pseud.: Szyb, Rudy, Ginger, Rudy Anglik (ur. 9 maja?/22 maja 1912 w Suszczewie (Rosja), zm. 30 listopada 1989 w Johannesburgu) – kapitan piechoty Wojska Polskiego, Polskich Sił Zbrojnych i Armii Krajowej, cichociemny.

## Życiorys
Był synem Władysława i Marii z domu Murczkiewicz. Po ukończeniu Państwowego Gimnazjum im. Króla Zygmunta Augusta w Białymstoku, zdaniu matury w 1932 roku i odbyciu służby wojskowej na dywizyjnym kursie podchorążych rezerwy w 5 pułku piechoty Legionów studiował na AGH w Krakowie. Zaliczył 3 lata.
We wrześniu 1939 roku nie został zmobilizowany. Po przekroczeniu granicy polsko-węgierskiej w grudniu 1939 roku został internowany. W lutym 1940 roku znalazł się we Francji, gdzie wstąpił do 12 a potem 11 pułku piechoty 4 Dywizji Piechoty. W lipcu 1940 roku dotarł do Wielkiej Brytanii, gdzie służył w 5 Brygadzie Kadrowej Strzelców, następnie w Brygadzie Szkolnej.
Po konspiracyjnym przeszkoleniu w dywersji został zaprzysiężony 24 sierpnia 1942 roku w Oddziale VI Sztabu Naczelnego Wodza. Zrzutu dokonano w nocy z 25 na 26 stycznia 1943 roku w ramach operacji „Screwdriver”. Po skoku otrzymał przydział do Kedywu Komendy Głównej Armii Krajowej, do Ośrodka Dyspozycyjnego „Motor 30” jako oficer dyspozycyjny. Do połowy sierpnia 1943 roku był wykładowcą w Szkole Podchorążych Rezerwy Piechoty „Agrikola”. Pod koniec sierpnia 1943 roku został zastępcą dowódcy baonu „Zośka”. Brał udział m.in. w akcjach: „Góral” (zbrojnym pozyskaniu dla podziemia kwoty ok. 106 mln zł 12 sierpnia 1943 roku), „Pogorzel” (wysadzanie pociągu z wojskiem w nocy z 23 na 24 października 1943 roku), „Szymanów” (22 listopada 1943 roku), „Polowanie” (8 stycznia 1944 roku, dowódca akcji), „Jula” (przerwanie ruchu kolejowego na linii Rzeszów–Przeworsk w nocy z 5 na 6 kwietnia 1944 roku, za tę akcję otrzymał Krzyż Walecznych).
W dniu wybuchu powstania warszawskiego przebywał na Pradze i został odcięty od swojego batalionu.
Od 1946 roku przebywał na emigracji w Wielkiej Brytanii. Ukończył Camborne School of Mines i uzyskał stopień inżyniera górnictwa. Pracował jako rzeczoznawca w dziedzinie wzbogacania diamentów w Republice Południowej Afryki.
Był autorem wspomnień, opublikowanych w postaci artykułów w książce Drogi cichociemnych (Londyn 1954, Warszawa 2010). Były to wspomnienia: Express Warszawa–Berlin, Polowanie po polowaniu, Bank na kółkach, Akcja „Jula”.

## Odznaczenia
- Krzyż Srebrny Orderu Virtuti Militari nr 13389[2]
- Krzyż Walecznych za udział w akcji „Jula”.
- Medal Obrony (21 maja 1946 Wielka Brytania)[3]